# Жамбыл (Атырауская область)
Жамбыл (каз. Жамбыл) — село в Курмангазинском районе Атырауской области Казахстана. Входит в состав Нуржауского сельского округа. Код КАТО — 234659300.

## Население
В 1999 году население села составляло 785 человек (383 мужчины и 402 женщины). По данным переписи 2009 года, в селе проживало 565 человек (289 мужчин и 276 женщин).